# Radoslav Zabavník
Radoslav Zabavník (Kassa, 1980. szeptember 16. –) szlovák válogatott labdarúgó, jelenleg az SV Sandhausen játékosa. Posztját tekintve hátvéd.

## Sikerei, díjai
MŠK Žilina
- Szlovák bajnok (2): 2002–03, 2003–04
- Szlovák szuperkupagyőztes (2): 2003, 2004

CSZKA Szofija
- Bolgár bajnok (1): 2004–05

Sparta Praha
- Cseh bajnok (1): 2006–07
- Cseh kupagyőztes (2): 2006, 2007

## Külső hivatkozások
- Radoslav Zabavník a national-football-teams.com honlapján